# Meiji Hokkaido-Tokachi Oval
Мэйдзи Хоккайдо-Токати Овал (Meiji Hokkaido-Tokachi Oval) — крытый конькобежный каток с искусственным льдом в Обихиро, Япония. Был открыт в сентябре 2009 года и стал вторым катком с искусственным льдом после М-Вейв в Нагано. Построен на месте старого катка с искусственным льдом «No Mori Skating Centre», открытого в 1986 году.
Расположен на высоте 79 метров над уровнем моря.

## Рекорды катка
| Мужчины                 | Мужчины  | Мужчины                                                          | Мужчины    | Мужчины |
| Дистанция               | Время    | Конькобежец                                                      | Дата       |         |
| ----------------------- | -------- | ---------------------------------------------------------------- | ---------- | ------- |
| 500 м                   | 34,47    | Юма Мураками                                                     | 28-12-2020 |         |
| 1000 м                  | 1.07,85  | Павел Кулижников                                                 | 18-11-2018 |         |
| 1500 м                  | 1.44,55  | Денис Юсков                                                      | 17-11-2018 |         |
| 5000 м                  | 6.10,99  | Патрик Руст                                                      | 12-11-2023 |         |
| 10 000 м                | 13.14,89 | Рёсукэ Цутия                                                     | 30-12-2020 |         |
| Командная гонка         | 3.41,26  | Россия · Александр Румянцев · Данила Семериков · Сергей Трофимов | 16-11-2018 |         |
| Командный спринт        | 1.19,78  | Нидерланды · Мишель Мюлдер · Кьелд Нёйс · Кай Вербей             | 18-11-2018 |         |
| Спринтерское многоборье | 139,910  | Ли Гю Хёк                                                        | 16-01-2010 |         |
| Классическое многоборье | 152,940  | Ли Сын Хун                                                       | 09-01-2010 |         |

| Женщины                 | Женщины | Женщины                                                         | Женщины    | Женщины |
| Дистанция               | Время   | Конькобежка                                                     | Дата       |         |
| ----------------------- | ------- | --------------------------------------------------------------- | ---------- | ------- |
| 500 м                   | 37,23   | Нао Кодайра                                                     | 23-09-2017 |         |
| 1000 м                  | 1.14,02 | Михо Такаги                                                     | 29-12-2020 |         |
| 1500 м                  | 1.54,08 | Михо Такаги                                                     | 30-12-2020 |         |
| 3000 м                  | 4.01,88 | Рагне Виклунд                                                   | 12-11-2023 |         |
| 5000 м                  | 7.07,33 | Михо Такаги                                                     | 30-12-2020 |         |
| Командная гонка         | 2.57,80 | Япония · Михо Такаги · Нана Такаги · Аяно Сато                  | 16-11-2018 |         |
| Командный спринт        | 1.27,23 | Россия · Екатерина Шихова · Ольга Фаткулина · Ангелина Голикова | 18-11-2018 |         |
| Спринтерское многоборье | 150,315 | Нао Кодайра                                                     | 30-12-2018 |         |
| Классическое многоборье | 159,220 | Михо Такаги                                                     | 30-12-2020 |         |